# Johan Hilton
Johan Niklas Börje Hilton, född Friberg den 31 maj 1977 i Gustav Adolfs församling i Borås, är en svensk journalist och författare. Sedan 2022 är han kulturchef på Göteborgs-Posten.

## Biografi
Johan Hilton har varit återkommande programledare i Sveriges Radio P1 och P3, bland annat för Kvällspasset och Hilton i P1. Han har, som kulturjournalist och teaterkritiker, tidigare bland annat varit verksam på webbplatsen Nummer. 
Mellan 2008 och 2012 var han biträdande kulturchef på Expressen och var även dess litteratur- och teaterredaktör. 2012 tog han över som chef på Arenagruppens förlag Atlas. I januari 2016 lämnade han Atlas för att istället arbeta som redaktör och teaterkritiker på Dagens Nyheter. Han utsågs i november 2022 till kulturchef på Göteborgs-Posten efter Björn Werner.
Hilton har skrivit boken No tears for queers, ett kriminalreportage om hatbrott, bland annat om Matthew Shepard-fallet. Boken fick priserna Årets bok på Gaygalan 2005 och Årets läsning av Nöjesguiden samma år. Hösten 2009 fick dramatiseringen av boken teaterpremiär i Riksteaterns regi. Pjäsen har därefter spelats i flera europeiska länder såsom Tjeckien och Slovenien.
I augusti 2015 kom Hiltons andra bok, Monster i garderoben – en bok om Anthony Perkins och tiden som skapade Norman Bates. Boken är en lekfull analys av Alfred Hitchcocks legendariska film Psycho som gör sitt avstamp i filmens huvudrollsinnehavare Anthony Perkins liv och den homofobiska tidsandan då Psycho tillkom. Monster i garderoben nominerades till Augustpriset 2015 och till Årets bok på Gaygalan samma år.
I maj 2020 gavs Hiltons tredje bok ut: Vi är Orlando – en amerikansk tragedi. Boken skildrar Terrordådet i Orlando 2016 och Hilton har intervjuat överlevande, anhöriga till offren och personer som jobbade på nattklubben där dådet skedde.
År 2024 gav han ut boken Den siste teaterdirektören: Berättelsen om Benny Fredriksson. Boken beskrivs som analytisk och konsekvent, där han skärskådar de ansvariga för de publiceringar som kom att fällas i PO, och pulvriserar de bortförklaringar som givits kring dessa. Den siste teaterdirektören belönades med Stora journalistpriset i november 2024, i kategorin Årets berättare. 
Säsongen 2016/17 tävlade Hilton tillsammans med Kristin Lundell i tv-programmet På spåret. De vann tävlingen. De deltog även i säsongen 2017/18 och gick då till kvartsfinal. 2023 medverkade Hilton igen i På spåret med Lundell och gick till semifinal.
Johan Hilton är gift och bosatt i Göteborg.

## Utmärkelser
- 2005 – Årets bok: No tears for queers. Gaygalan
- 2005 – Årets läsning: No tears for queers. Nöjesguidens Göteborgspris
- 2024 – Årets berättare: Den siste teaterdirektören. Stora Journalistpriset
- 2024 – Särskild belöning ur Akademiens egna medel. Svenska Akademien
- 2025 – Hiertapriset. Publicistklubben